# ジェコフスキー (小惑星)
ジェコフスキー (1606 Jekhovsky) は小惑星帯に位置する、比較的離心率の大きな小惑星。アルジェリア（当時はフランス領）のアルジェで、フランスの天文学者ルイ・ボワイエによって発見された。
ボワイエと同じアルジェで天体観測を行ったポーランド出身の天文学者、ヴェニアミン・ジェコフスキーに因んで命名された。